# Conclave de 2013
O conclave de 2013 foi uma reunião dos cardeais eleitores de Igreja Católica Apostólica Romana para a eleição do sucessor do Papa Bento XVI, ocorrido entre 12 e 13 de março de 2013.
O conclave de 2013 foi convocado na sequência da renúncia de Papa Bento XVI, anunciada no dia 11 de fevereiro de 2013 e efetivada no dia 28 de fevereiro de 2013. A previsão canônica do ato de renúncia está normatizada no Código de Direito Canônico (Cân. 332, § 2), que declara: “Se acontecer que o Romano Pontífice renuncie ao cargo, para a validade requer-se que a renúncia seja feita livremente, e devidamente manifestada, mas não que seja aceite por alguém.”
As normas para a realização do conclave de 2013 estão previstas no Código de Direito Canônico (Cân. 332) e regulamentadas pela Constituição Apostólica Universi dominici gregis, do Papa João Paulo II, com as alterações feitas por Bento XVI por meio de Motu Proprio em 2007, pelo qual retoma a norma tradicional sobre a maioria necessária na eleição do Sumo Pontífice e em 2013, por meio do Motu Proprio Normas nonnullas, estabeleceu o preceito de que após 34 votações só são elegíveis nas votações seguintes os dois cardeais mais votados na eleição anterior.
Segundo o Vaticano, o conclave de 2013 começaria de 15 a 20 dias após a renúncia de Bento XVI. No dia 16 de fevereiro, entretanto, o porta-voz da Igreja Federico Lombardi declarou que o Conclave poderia ser antecipado para a primeira quinzena de março, se todos os cardeais já estiverem presentes no Vaticano. Nos bastidores, comentava-se que uma disputa prolongada poderia arranhar a imagem da Igreja, já que a Páscoa poderia chegar sem que a instituição tivesse escolhido um novo líder.
O conclave de 2013 foi presidido pelo cardeal Giovanni Battista Re, cardeal-bispo de Sabina-Poggio Mirteto, devido a ser o cardeal-bispo eleitor de maior precedência.

## Renúncia de Bento XVI
Em 11 de fevereiro de 2013, o Papa Bento XVI anunciou num consistório no Vaticano a sua intenção de renunciar ao pontificado no dia 28 de fevereiro às 20:00. A decisão do Pontífice de renunciar à liderança é inédita na era moderna, tendo a última vez acontecido quando o Papa Gregório XII o fez em 1415. O irmão do Papa, o sacerdote Georg Ratzinger, declarou na sua casa em Ratisbona, na Alemanha, que o médico de Bento XVI lhe havia recomendado não realizar viagens transatlânticas e que a sua dificuldade para caminhar iria acentuar-se. Posto isto, Georg Ratzinger afirmou que a decisão do seu irmão foi "um processo natural. A idade está a pesar-lhe. Com esta idade o meu irmão quer mais descanso." O porta-voz do Vaticano, Padre Federico Lombardi, disse que a decisão era desconhecida pelos colaboradores próximos do Papa e que os deixou "incrédulos".

## Congregações do Colégio Cardinalício
O capítulo II da primeira parte da Constituição Apostólica Universi dominici gregis define as normas das Congregações de Cardeais preliminares à eleição do Sumo Pontífice.
No período de Sé Vacante há duas espécies de Congregações dos Cardeais: uma Geral, isto é, de todo o Colégio, e a outra Particular.
Nas Congregações Gerais, presididas pelo Cardeal Decano, participam todos os Cardeais não legitimamente impedidos. Trata de questões mais graves e merecedoras de um exame mais profundo.
A Congregação Particular é presidida pelo Cardeal Camerlengo e constituída por três Cardeais (um de cada Ordem do Colégio Cardinalício), sorteados em cada três dias. É responsável apenas pelas questões funcionais diárias.
As Congregações Gerais que antecedem o início da eleição, chamadas «preparatórias», iniciaram-se no dia 4 de março de 2013 e foram diárias até ao dia 11 de Março de 2013.
Usando da faculdade concedida por Motu Proprio pelo Papa Bento XVI, no dia 8 de março de 2013 foi deliberado unanimemente pelos cardeais eleitores a antecipação do Conclave (derrogando a regra geral de 15 a 20 dias após o início da Sé Vacante), ficando marcado para o dia 12 de Março de 2013 o início do Conclave para eleger o novo Sumo Pontífice da Igreja Universal.

## Regras eleitorais
No conclave os cardeais isolam-se na Capela Sistina para as votações e na Casa de Santa Marta (hospedagem) no Vaticano, permanecendo reunidos e incomunicáveis em regime de clausura até que seja eleito um novo Papa.
Independentemente da Ordem Cardinalícia a que pertençam e da sua ordem de precedência dentro do Colégio de Cardeais, cada Cardeal Eleitor tem direito a um voto. A precedência é usada para estabelecer a ordem dos Cardeais Eleitores nas procissões e a ordem pela qual estes votam nos escrutínios. Durante as votações não são permitidas abstenções, devendo os Cardeais Eleitores escrever no boletim de voto o nome do seu eleito, sendo recomendado que disfarcem a letra. Após serem contados os boletins de votos são cosidos com uma agulha e posteriormente queimados na salamandra instalada na Capela Sistina, a partir da qual sai o fumo (negro em caso de votação inconclusiva e branco em caso de eleição) visível na Praça de São Pedro.
Até 1996 era preciso que o eleito obtivesse dois terços dos votos de todos os cardeais eleitores presentes no conclave. Contudo nesse ano uma alteração promulgada pelo Papa João Paulo II ditou que inicialmente seria exigida a tradicional maioria de dois terços mas, se após 34 votações não tivesse lugar a eleição, prevalecia a maioria absoluta (metade mais um do total de votos). Em 2007 o Papa Bento XVI decretou através de Motu Proprio que a maioria exigida é sempre a de dois terços dos votos dos cardeais eleitores presentes no conclave. Em 2013 o Papa Bento XVI promulgou mediante Motu Proprio o preceito de que após 34 votações só são elegíveis nas votações seguintes os dois cardeais mais votados na eleição anterior, os quais, por sua vez, perdem o direito de voto, sendo no entanto mantida a exigência de maioria de dois terços dos votos dos cardeis eleitores presentes no conclave.
Caso após o quarto dia de Conclave (o dia inicial seguido de três dias completos) não tenha lugar a eleição os Cardeais Eleitores devem guardar o quinto dia para oração e descanso, interrompendo as votações. De seguida procedem sucessivamente a períodos de três dias de votações seguidos de um dia de descanso até ser alcançada a maioria de dois terços dos votos. Após a 34.ª votação os dias de votações são consecutivos até que um dos dois candidatos alcance a maioria de dois terços dos votos dos Cardeais Eleitores presentes no Conclave.

## Capacidade eleitoral e presidência
Só os cardeais que não ultrapassem os 80 anos de idade na data do início da Sé Vacante são eleitores no conclave. Assim do total de 207 cardeais, 117 são eleitores no conclave de 2013. Após a confirmação de duas ausências são 115 os cardeais eleitores presentes no Conclave de 2013.
Qualquer homem maior de idade e não casado, que seja batizado segundo os preceitos católicos, é elegível para Papa.
A presidência do Conclave cabe ao Decano do Colégio de Cardeais ou, não sendo este eleitor, ao Cardeal-Bispo Eleitor presente no Conclave com maior precedência. Como o Cardeal Decano Angelo Sodano e o Cardeal Vice-Decano Roger Etchegaray não são eleitores coube ao Cardeal Giovanni Battista Re, Cardeal-Bispo de Sabina-Poggio Mirteto, presidir ao Conclave.

## Cardeais eleitores
| Continente | Cardeais eleitores |
| ---------- | ------------------ |
| Europa     | 60                 |
| América    | 33                 |
| África     | 11                 |
| Ásia       | 10                 |
| Oceania    | 1                  |
| Total      | 115                |

## Ausências
O Cardeal Julius Riyadi Darmaatmadja, S.J., Arcebispo Emérito de Jacarta, comunicou em 21 de Fevereiro que não iria participar no conclave devido a problemas de saúde.
O Cardeal Keith Michael Patrick O'Brien, Arcebispo Emérito de Edimburgo, comunicou em 25 de Fevereiro que não iria participar no conclave devido a estar envolvido em uma investigação.

## Papabili
Desde o anúncio de renúncia de Bento XVI que a imprensa internacional veio a destacar vários responsáveis da Santa Sé que privilegiam a hipótese de um próximo papa não-europeu, provavelmente da América Latina que representa hoje 42% dos 1200 milhões de católicos no mundo, quando a Europa só conta com 25%. Há, porém, um ditado no Vaticano: quem entra "papável" num conclave, costuma sair cardeal, o que se veio a verificar porque entre os nomes mais sugeridos encontravam-se:
- o brasileiro Odilo Pedro Scherer, arcebispo de São Paulo, «conservador no seu país mas tido por moderado fora do Brasil»;[21]
- o italiano Angelo Scola, arcebispo de Milão, «especialista em bioética» e «presidente de uma fundação para a promoção da concórdia entre muçulmanos e cristãos »;[21][22]
- o tcheco Christoph Schönborn, arcebispo de Viena, antigo aluno de Joseph Ratzinger (Bento XVI) e que tem «tomadas de posição prudentemente reformistas»;[21]
- o ganês Peter Turkson, «o mais sólido candidato de África», presidente do Pontifício Conselho Justiça e Paz, «porta-voz da consciência social da Igreja e […] favorável a uma reforma do mundo financeiro»;[21]
- o nigeriano Francis Arinze, «o nome mais citado pelos pares», antigo prefeito do Vaticano para o diálogo inter-religioso;[23]
- o espanhol Antonio Cañizares Llovera, prefeito da Congregação para o Culto Divino e Disciplina dos Sacramentos é considerado um candidato que poderia agradar grupos diversos, por ter notável formação acadêmica, intensa experiência pastoral e vivência nos organismos do Vaticano;[22]
- o canadiano Marc Ouellet, prefeito da Congregação para os Bispos.[24][23]

Eram também citados os cardeais Timothy Dolan dos Estados Unidos, o francês André Vingt-Trois, o italiano Gianfranco Ravasi, o húngaro Péter Erdő e o português José da Cruz Policarpo.

## Hipótese sobre o resultado das cédulas
Em 12 de abril de 2019 o Vaticanista Gerard O'Connell publicou um livro no qual revelou o resultado das cédulas. Aqui está a hipótese:

### Noite de 12 de março

#### Primeira votação
| cardeais              | votos |
| --------------------- | ----- |
| Angelo Scola          | 30    |
| Jorge Mario Bergoglio | 26    |
| Marc Ouellet          | 22    |
| Sean Patrick O'Malley | 10    |
| Odilo Pedro Scherer   | 4     |
| Outros                | 23    |

### Manhã de 13 de março

#### Segunda votação
| cardeais              | votos |
| --------------------- | ----- |
| Jorge Mario Bergoglio | 45    |
| Angelo Scola          | 38    |
| Marc Ouellet          | 24    |
| Outros                | 8     |

#### Terceira votação
| cardeais              | votos |
| --------------------- | ----- |
| Jorge Mario Bergoglio | 56    |
| Angelo Scola          | 41    |
| Marc Ouellet          | 15    |
| Outros                | 3     |

### Tarde de 13 de março

#### Quarta votação
| cardeais              | votos |
| --------------------- | ----- |
| Jorge Mario Bergoglio | 67    |
| Angelo Scola          | 32    |
| Marc Ouellet          | 13    |
| Outros                | 3     |

#### Quinta votação
| cardeais                            | votos |
| ----------------------------------- | ----- |
| Jorge Mario Bergoglio (eleito Papa) | 85    |
| Angelo Scola                        | 20    |
| Marc Ouellet                        | 8     |
| Outros                              | 2     |